# Peter Green (statisticien)
Pour les articles homonymes, voir Peter Green.
Peter Green (né le 28 avril 1950)  est un statisticien bayésien britannique. Il est professeur émérite et chargé de recherche professoral à l'Université de Bristol et professeur à l'Université technologique de Sydney. Il se distingue pour ses contributions aux statistiques computationnelles, en particulier ses contributions aux statistiques spatiales et aux modèles de régression semi-paramétriques ainsi que pour son développement de chaînes de Markov à sauts réversibles Monte Carlo.

## Biographie
Green est né à Solihull et fréquente l'école de Solihull. Il étudie les mathématiques à l'Université d'Oxford avant de passer à l'Université de Sheffield pour des études de troisième cycle, où il obtient une maîtrise en probabilités et statistiques et un doctorat en probabilités appliquées.
Il est élu membre de la Royal Society en 2003. Il est président de la Royal Statistical Society de 2001 à 2003 ayant déjà reçu sa médaille Guy en bronze (1987) et en argent (1999). Il est titulaire d'une Bourse Wolfson de la Royal Society de 2006 à 2011. Il est président de la Société internationale d'analyse bayésienne pour l'année 2007.
Il est rédacteur en chef de la revue Statistical Science de 2014 à 2016.